# Theodor Lehmann
Theodor Heinrich Wilhelm Lehmann (født 22. november 1824 i Rendsborg, død 29. juli 1862) var en holstensk politiker, fætter til Orla Lehmann.
Lehmann deltog 1848-50 frivilligt i opstanden og blev officer. Han blev 1851 sagfører i Kiel og valgtes 1859 til den holstenske stænderforsamling, hvor han snart blev en af ordførerne for oppositionen mod Danmark. I 1859 deltog han i stiftelsen af den tyske nationalforening og fik januar 1861 dennes holstenske afdeling til at udtale sig for Slesvig og Holstens nøjeste tilslutning til det under Preussens ledelse samlede Tyskland, idet han på forhånd gav kong Vilhelm tilnavnet Erobreren. Han blev derfor tiltalt højforræderi, men frifundet.